# 蒙特塞拉特立法委员会
蒙特塞拉特立法委员会（英语：Legislative Council of Montserrat）是1951年—2011年英国海外领地蒙特塞拉特的一院制立法机构。

## 历史
1951年，蒙特塞拉特實行普選制。從1952年起，有5名議員當選為立法委員會委员。在1970年選舉之前，當選席位增加到7個。由於蘇弗里耶爾火山爆發導致7個選區中的4個無法居住，因此為2001年的選舉引入了新的選舉制度。7個單人選區被1個9席選區取代，選民可以在其中投票給9名候選人。2011年出台了一部新憲法，廢除立法委员会會，取而代之的是蒙特塞拉特立法议会。